# إن إيه-12 (بتجرام)
إم إيه-12 هي دائرة انتخابية للمجلس الوطني في باكستان. وهي تضم مقاطعة بتجرام. كانت تعرف سابقا باسم إم إيه-22 (بتجرام) من 1977 إلى 2018. وفي عام 2002 تم تغيير اسمها إلى إم إيه-12 بعد ترسيم الحدود في عام 2018.

## وصلات خارجية
- نتيجة الانتخابات الموقع الرسمي